# Love and Lunch
Love and Lunch è un cortometraggio del 1918 diretto da William A. Seiter. Il film è la sesta regia del regista di New York.

## Produzione
Il film fu prodotto dalla Pyramid Comedies, una piccola compagnia che operò solo nel 1918, con un totale di sole quattro produzioni, tutti film diretti da William A. Seiter.